# Demetivka, Rozdilna
Demetivka (în ucraineană Деметівка) este un sat în comuna Zaharivka din raionul Rozdilna, regiunea Odesa, Ucraina.

## Demografie
Componența lingvistică a localității Demetivka
     Ucraineană (88,17%)
     Română (11,83%)
Conform recensământului din 2001, majoritatea populației localității Demetivka era vorbitoare de ucraineană (88,17%), existând în minoritate și vorbitori de română (11,83%).